# Pholiota limonella
Pholiota limonella es una especie de hongo basidiomicetos de la familia Strophariaceae.

## Características
Este hongo es característico de América del Norte, crecen solos o agrupados en las zonas húmedas y en lugares sombríos de los bosques de abedules y coníferas.
La forma del sombrero (píleo) es cónica a convexa, acampanada; pegajoso a viscoso, el sombrero llega a medir hasta 13 centímetros de diámetro y el color es amarillento, con escamas amarronadas. Las esporas son marrones.
El estípite mide hasta 15 centímetros de alto y su grosor alcanza los 20 milímetro, su color es blanquecino.

## Comestibilidad
Pholiota limonella: no es comestible.